# Malthonica mediterranea
Malthonica mediterranea là một loài nhện trong họ Agelenidae.
Loài này thuộc chi Malthonica. Malthonica mediterranea được Gershom Levy miêu tả năm 1996.